# Cyphostemma zimmermannii
Cyphostemma zimmermannii är en vinväxtart som beskrevs av B. Verdcourt. Cyphostemma zimmermannii ingår i släktet Cyphostemma och familjen vinväxter. Inga underarter finns listade i Catalogue of Life.